# Evan Stewart
Evan Stewart (Zimbabue, 11 de octubre de 1971) es un clavadista o saltador de trampolín zimbabuense especializado en trampolín de 1 metro, donde consiguió ser campeón mundial en 1994.

## Carrera deportiva
En el Campeonato Mundial de Natación de 1994 celebrado en Roma (Italia), ganó la medalla de trampolín de 1 metro, con una puntuación de 382 puntos, por delante del chino Lan Wei (plata con 375 puntos) y el estadounidense Brian Earley (bronce con 351 puntos).